# Rīgas sargi
Rīgas sargi ("Defensors de Riga") és una pel·lícula letona de 2007, dirigida per Aigars Grauba i protagonitzada per Elita Kļaviņa, Jānis Reinis i Artūrs Skrastiņš, entre d'altres. La pel·lícula representa la defensa letona de Riga durant la Guerra per la independència de 1919.
Ja en la seva cinquena setmana de projecció, va esdevenir la pel·lícula letona més vista produïda després del retorn d'independència l'any 1991. En aquell moment, ja l'havien vist més de 123.000 persones. Les escenes d'exterior del llargmetratge foren enregistrades a l'àrea de rodatge de Cinevilla, a la ciutat letona de Tukums, uns escenaris construïts especialment per a l'ocasió.

## Repartiment
- Jānis Reinis com a Mārtiņš
- Elita Kļaviņa com a Elza
- Ģirts Krūmiņš com a Pavel Bermondt
- Romualds Ancāns com a Rüdiger von der Goltz
- Indra Briķe com a comptessa
- Vilis Daudziņš com a Paulis
- Uldis Dumpis com a monjo
- Kestutis Jakstas com a Kārlis Ulmanis
- Andris Keišs com a Ernests Savickis
- Ģirts Ķesteris com a Arnolds
- Artūrs Skrastiņš com a Jēkabs
- Agris Māsēns com a Augusts Savickis